# Кирьяков, Сергей Вячеславович
Серге́й Вячесла́вович Кирьяко́в (род. 1 января 1970, Орёл) — советский и российский футболист, нападающий; затем — футбольный тренер. Мастер спорта СССР (1988), мастер спорта СССР международного класса (1990).

## Клубная карьера
Воспитанник орловской футбольной школы «Спартак» (в 1982 году был признан лучшим игроком на турнире «Кожаный мяч») и московской ЭШВСМ (экспериментальная школа высшего спортивного мастерства). Первый тренер — Владимир Амелехин.
Игровой талант Кирьякова открыл футбольный судья Сергей Хусаинов, судивший матч команды Армянской ССР против команды Орла на турнире «Кожаный мяч»: во втором тайме после подачи углового командой Орла Кирьяков забил гол ударом через себя. О таланте игрока Хусаинов сообщил тренеру ФШМ Олегу Лапшину, который добился переезда Кирьякова в Москву.
С 1986 по 1992 год выступал за московское «Динамо». Вместе с клубом стал бронзовым призёром чемпионата СССР 1990 года и чемпионата России 1992.
В 1992 году им заинтересовался французский «Ланс», но в итоге игрок был приглашён в немецкий «Карлсруэ», где играл на протяжении шести лет. В первом же своём матче за немецкую команду Кирьяков отметился хет-триком (в ворота будущего чемпиона — «Вердера»), а по итогам сезона с 11 мячами стал лучшим бомбардиром команды. Клуб занял 6-е место (выше он больше уже не поднимался) в чемпионате и впервые в своей истории попал в еврокубки. А сам Сергей попал в список номинантов на «Золотой мяч», заняв в итоговом голосовании 21-е место.
Сезон 1993/94 был лучшим для Сергея — он отметился 9 голами в чемпионате (ещё по 2 гола было в Кубке Германии и Кубке УЕФА). 27 ноября 1993 года Кирьяков провёл один из лучших матчей в карьере — в домашней игре против «Боруссии» (Дортмунд) он забил 3 мяча в течение 20 минут 1-го тайма и помог своей команде добиться ничьей в этом поединке (3:3).
В Кубке УЕФА 1993/94 клуб выступил заметно — сперва одолев ПСВ (2:1 по сумме двух матчей), затем — «Валенсию» (1:3 и 7:0), «Бордо» (3:1 по сумме двух матчей) и «Боавишту» (2:1 по сумме двух матчей). В финал клуб попасть не смог, уступив в полуфинале «Казино СВ» по разнице забитых голов в гостях (1:1).
В последующих трёх сезонах Кирьяков не отличался результативностью. В 1995 году «Карлсруэ» стал финалистом Кубка Германии. В сезоне 1997/98 Кирьяков практически не играл, а «Карлсруэ» вылетел из Бундеслиги. Кирьяков не захотел играть во втором дивизионе и перешёл в «Гамбург», где так же в первом сезоне смог отметиться хет-триком. Однако по окончании сезона Кирьяков перебирается в клуб второй бундеслиги — «Теннис-Боруссию» из Берлина, чтобы играть под руководством Винфрида Шефера, с которым он долго работал в «Карлсруэ». Однако по окончании сезона 1999/2000 клуб лишили лицензии, а игроки стали свободными агентами.
С 2001 по 2003 год Кирьяков выступал в Китае за клубы «Юньнань Хунта» и «Шаньдун Лунэн», после чего завершил профессиональную карьеру.
В 2005 году был игроком сборной России по пляжному футболу.

## Карьера в сборной
В сборную СССР Сергей начал приглашаться для участия в юношеских и молодёжных турнирах, где преуспел: сборная СССР в 1988 году выиграла сперва чемпионат Европы среди юношеских команд (до 19), а в 1990 году — чемпионат Европы среди молодёжных команд (до 21). За выигрыш в 1990 году все игроки команды получили звания мастеров спорта международного класса. Был участником чемпионата мира по футболу среди молодёжных команд в 1989 году — отметился 2 голами в четвертьфинале против сборной Нигерии (4:4, 3:5 по пенальти).
За сборную СССР сыграл всего один матч в 1989 году — товарищескую игру против сборной Польши, в которой отметился голом через две минуты после выхода на замену.
В 1992 году в составе сборной СНГ участвовал в чемпионате Европы 1992, вместо прошедшей отбор на этот турнир сборной СССР. В матче с Нидерландами получил травму в стычке с Рональдом Куманом.
Был одним из авторов «Письма четырнадцати», из-за чего не смог поехать на чемпионат мира 1994. Однако потом вернулся в сборную страны и принимал участие в чемпионате Европы 1996, где был отчислен из команды за конфликт с главным тренером Олегом Романцевым. По утверждению Кирьякова, в игре против Германии при счёте 0:3 в пользу немцев Романцев сказал игроку, чтоб тот готовился разминаться и выходить на последних минутах — когда сборная России уже была в меньшинстве и когда исход матча был уже предрешён. Кирьяков наотрез отказался, хотя сам говорил, что не сыграть против Германии для него было личной трагедией.
По словам Андрея Семьянинова, приводимым в журнале «Коммерсантъ-Власть», после чемпионата Европы 1996 года вице-президент Российского футбольного союза Никита Симонян обвинил в провале Сергея Кирьякова, Игоря Шалимова, Дмитрия Харина и Игоря Добровольского, назвав их «гнилыми людьми» и «футбольным ГКЧП». На том турнире между тренером и игроками вспыхнул конфликт, связанный с выплатой премиальных: игроки требовали выплатить 15 тысяч долларов за факт участия при том, что РФС оговорил выплату 25 тысяч долларов в качестве премиальных в случае выхода в четвертьфинал.
В сборную смог вернуться только в 1998 году, но принимал участие только в товарищеских играх. Из-за гриппа он пропустил матч против Исландии в отборе к Евро-2000, однако позже выяснилось, что его не отпустили врачи — незадолго до этого в Берлине умер от сердечного приступа один хоккеист, страдавший недолеченным бронхитом, и врачи футбольной Бундеслиги начали массовые перепроверки игроков перед каждой встречей.

## Тренерская деятельность
После окончания карьеры футболиста в 2006 году стал наставником даугавпилского «Диттона». В 2007 году работал в структуре клуба «Карл Цейсс» (Йена, Германия), где занимался вопросами трансферной политики клуба. Пробовал себя в качестве телекомментатора.
В 2008 году был тренером футбольного клуба «Орёл». В 2009 году вошёл в штаб молодёжной сборной России, а в декабре 2012 года стал главным тренером юношеской сборной (юноши 1997 года рождения).
6 октября 2016 года возглавил клуб премьер-лиги «Арсенал» Тула. На протяжении недолгого пребывания на посту главного тренера имел конфликт с болельщиками клуба, которые не раз подвергали тренера критике. Отмечался резкими заявлениями в адрес фанатов, и даже несмотря на то, что сумел сохранить команду в премьер-лиге, по окончании сезона не смог удержаться на посту, так как руководство не продлило с Кирьяковым контракт.
20 июня 2021 года был назначен главным тренером клуба ПФЛ «Ленинградец». В сезоне 2022/23 выиграл с командой группу 2 Второй лиги и вывел «Ленинградец» в Первую лигу. 21 марта 2024 года был отправлен в отставку в связи с неудовлетворительными результатами. Под руководством Кирьякова «Ленинградец» провёл 95 матчей, одержал 51 победу и потерпел 26 поражений, 18 игр завершились вничью.

## Инцидент с Рабинером
В июле 2018 года у Кирьякова произошёл конфликт с обозревателем «Спорт-Экспресса» Игорем Рабинером. Инцидент произошёл возле студии «Матч ТВ», куда Рабинер и Кирьяков были приглашены в качестве гостей. Кирьяков нанёс журналисту удар по лицу, завязалась драка, которую растащили сотрудники телеканала. Рабинер полагает, что поводом для нападения стала статья годичной давности, где он раскритиковал поведение Кирьякова на пресс-конференциях во времена его работы главным тренером в тульском «Арсенале». Рабинер принял решение подать заявление в полицию. По его данным, полиция приняла заявление и начала расследование инцидента.

## Достижения

### Как игрок
- Чемпион Европы среди юношеских команд (до 19 лет): 1988
- Чемпион Европы среди молодёжных команд (до 21 года): 1990
- Бронзовый призёр чемпионата СССР: 1990
- Бронзовый призёр чемпионата России: 1992

### Как тренер
- Победитель Первенства России среди команд Второй лиги: 2022/23 (группа 2)

### Личные
- В списке 33 лучших футболистов сезона в СССР: № 3 — 1991.
- Первый в постсоветское время российский футболист, вошедший в число лучших футболистов Европы по версии France Football[31] (в списке претендентов на Золотой мяч 1993 года разделил 21-е место с итальянцами Дино Баджо и Джузеппе Синьори, англичанином Дэвидом Платтом и французом Франком Созе).

## Личная жизнь
Младший брат Егор также футболист. Дважды женат, от первого брака имеет дочь. Во втором браке сын и дочь.

## Статистика

### Клубная
| Сезон     | Команда           | Чемпионат         | Чемпионат | Чемпионат | Кубок | Кубок | Междун. | Междун. | Прочие | Прочие |
| Сезон     | Команда           | Лига              | Игры      | Голы      | Игры  | Голы  | Игры    | Голы    | Игры   | Голы   |
| --------- | ----------------- | ----------------- | --------- | --------- | ----- | ----- | ------- | ------- | ------ | ------ |
| 1985      | СК ФШМ Москва     | Вторая лига       | 1         | 0         | 0     | 0     | —       | —       | —      | —      |
| 1986      | Динамо-д (Москва) | Вторая лига       | 1         | 0         | —     | —     | —       | —       | —      | —      |
| 1986      | Динамо (Москва)   | Высшая лига       | 0         | 0         | 0     | 0     | —       | —       | —      | —      |
| 1987      | Динамо (Москва)   | Высшая лига       | 7         | 1         | 2     | 0     | 1       | 0       | 2      | 0      |
| 1987      | Динамо-д (Москва) | Вторая лига       | 19        | 4         | —     | —     | —       | —       | 1      | 0      |
| 1988      | Динамо (Москва)   | Высшая лига       | 9         | 0         | 0     | 0     | —       | —       | —      | —      |
| 1988      | Динамо-д (Москва) | Вторая лига       | 11        | 2         | —     | —     | —       | —       | —      | —      |
| 1989      | Динамо (Москва)   | Высшая лига       | 20        | 1         | 2     | 0     | —       | —       | 3      | 1      |
| 1989      | Динамо-д (Москва) | Вторая лига       | 5         | 1         | —     | —     | —       | —       | —      | —      |
| 1990      | Динамо (Москва)   | Высшая лига       | 22        | 3         | 6     | 1     | —       | —       | —      | —      |
| 1991      | Динамо (Москва)   | Высшая лига       | 25        | 3         | —     | —     | 5       | 2       | —      | —      |
| 1992      | Динамо (Москва)   | Высшая лига       | 8         | 1         | 2     | 0     | —       | —       | —      | —      |
| 1992/93   | Карлсруэ          | Бундеслига        | 29        | 11        | 4     | 0     | —       | —       | —      | —      |
| 1993/94   | Карлсруэ          | Бундеслига        | 32        | 9         | 3     | 2     | 9       | 2       | —      | —      |
| 1994/95   | Карлсруэ          | Бундеслига        | 31        | 2         | 4     | 2     | —       | —       | —      | —      |
| 1995/96   | Карлсруэ          | Бундеслига        | 29        | 4         | 4     | 1     | 2       | 0       | —      | —      |
| 1996/97   | Карлсруэ          | Бундеслига        | 19        | 3         | 4     | 0     | 5       | 0       | —      | —      |
| 1997/98   | Карлсруэ          | Бундеслига        | 5         | 0         | —     | —     | —       | —       | —      | —      |
| 1998/99   | Гамбург           | Бундеслига        | 29        | 5         | 3     | 1     | —       | —       | —      | —      |
| 1999/2000 | Теннис-Боруссия   | Вторая Бундеслига | 28        | 3         | 2     | 0     | —       | —       | —      | —      |
| 2001      | Юньнань Хунта     | Цзя-А Лига        | 22        | 13        | —     | —     | —       | —       | —      | —      |
| 2002      | Юньнань Хунта     | Цзя-А Лига        | 25        | 5         | —     | —     | —       | —       | —      | —      |
| 2003      | Шаньдун Лунэн     | Цзя-А Лига        | 20        | 8         | —     | —     | —       | —       | —      | —      |

### Тренерская
| Диттон             | 2006           | 2006           | 28  | 10 | 8  | 10 | 035,71 |
| Орёл               | 2008           | 2008           | 34  | 9  | 11 | 14 | 026,47 |
| Россия (до 17 лет) | 2012           | 2016           | 40  | 23 | 9  | 8  | 057,50 |
| Арсенал (Тула)     | 6 октября 2016 | 31 мая 2017    | 21  | 6  | 3  | 12 | 028,57 |
| Ленинградец        | 20 июня 2021   | 21 апреля 2024 | 96  | 51 | 19 | 26 | 053,13 |
| Всего              | Всего          | Всего          | 219 | 99 | 50 | 70 | 045,21 |